# Six Days in Berlin
Six Days in Berlin is het vierde studioalbum van de Britse muzikant Mike Batt. Het album Waves verkocht minder dan verwacht en Batt trok de wereld rond om te kijken voor een geluidsstudio waar hij kon beginnen aan zijn nieuwe album. Een van de keuzes waren de Air-studio's op Montserrat, maar daar kreeg hij geen symfonieorkest heen, Batt had grote plannen, de mix zou daar wel plaatsvinden. Uiteindelijke belandde hij in de Hansa Studio’s in Berlijn waar hij wel een aantal goede studiomusici trof, maar een behoorlijk onwillig orkest van de Berlijnse Opera. Met de partituren in de hand moest Batt het opnemen tegen de tijd.
Het album bevat voor dit tijd behoorlijk experimentele popmuziek. Het waren de tijden van de punk en dan komen met een grotendeels instrumentaal album was natuurlijk een gok. Verkooptechnisch was het niet veel, maar Batt vond het achteraf een geslaagd experiment. Dat het album vrijwel niets deed mag blijken uit het feit dat het pas na 28 jaar op compact disc verscheen, gekoppeld aan Waves, waarschijnlijk waren er te weinig kopers geweest voor dit album alleen (andere albums verschenen veel eerder op cd).

## Musici
- Mats Björklund, Ray Russell –gitaar
- Frank McDonald – basgitaar
- Mike Batt – toetsinstrumenten, zang
- Kurt Cress – slagwerk,
- Mel Collins – saxofoon (van King Crimson, Camel)
- B.J. Cole – steelgitaar (een van de bekendste studiomusici; heeft nooit vast bij een band gespeeld)

## Composities
Allen van Batt:
1. Part one
2. Part two
3. Part three
4. Part four
5. Part five
6. Part six

Tijdens het werk op Montserrat ontmoette Batt onder meer George Martin, Paul McCartney, Linda McCartney en Stevie Wonder, die daar werkten aan de hit Ebony and Ivory.